# Distrikt Atuncolla
Der Distrikt Atuncolla liegt in der Provinz Puno in der Region Puno im Süden Perus. Der Distrikt entstand in den Gründungsjahren der Republik Peru. Er besitzt eine Fläche von 131 km². Beim Zensus 2017 wurden 4817 Einwohner gezählt. Im Jahr 1993 lag die Einwohnerzahl bei 4830, im Jahr 2007 bei 5333. Sitz der Distriktverwaltung ist die 3822 m hoch gelegene Ortschaft Atuncolla mit 349 Einwohnern (Stand 2017). Atuncolla befindet sich 21 km nordwestlich der Regions- und Provinzhauptstadt Puno. Auf einer Halbinsel am See Lago Umayo befindet sich der archäologische Fundplatz Sillustani.

## Geographische Lage
Der Distrikt Atuncolla liegt im Norden der Provinz Puno. Er liegt am Nordufer des Sees Lago Umayo. Das Areal liegt im Einzugsgebiet des Titicacasees.
Der Distrikt Atuncolla grenzt im grenzt im Norden an die Distrikte Cabana und Caracoto (beide in der Provinz San Román), im Osten an den Distrikt Paucarcolla sowie im Südwesten an den Distrikt Vilque.

## Ortschaften
Neben dem Hauptort gibt es im Distrikt folgende größere Ortschaften:
- Llungo (285 Einwohner)
- Ticanipampa